# Sagui-de-cabeça-preta
O sagui-de-cabeça-preta (Mico nigriceps) é uma espécie de primata do Novo Mundo endêmico da Amazônia brasileira. É encontrado entre os rios Madeira, Jiparaná e dos Marmelos em Rondônia.